# Alain Florès
 (avril 2025).
Motif : Où sont les sources permettant de démontrer l'admissibilité de cette personne sur Wikipédia ?
- Archive Wikiwix
- Bing
- Cairn
- DuckDuckGo
- E. Universalis
- Gallica
- Google
- G. Books
- G. News
- G. Scholar
- Persée
- Qwant
- (zh) Baidu
- (ru) Yandex
- (wd) trouver des œuvres sur Wikidata

| 1. | Préciser le motif de la pose du bandeau. | Précisez le motif de la pose du bandeau en utilisant la syntaxe suivante : {{admissibilité à vérifier\|date=avril 2025\|motif=remplacez ce texte par le motif}}                   |
| 2. | Informer les utilisateurs concernés.     | Pensez à avertir le créateur de l'article, par exemple, en insérant le code ci-dessous sur sa page de discussion : {{subst:avertissement admissibilité à vérifier\|Alain Florès}} |

Alain Florès a été le directeur général du FC Nantes de 1992 à 1999 et a participé au plan de reprise en 2007 du club nantais aux côtés de l'actuel président Waldemar Kita. Il a été intronisé en fin de saison au comité directeur de l'Hermine Nantes Atlantique, le club phare de basket de la cité des ducs.

## Carrière
- Depuis 2009 : directeur général adjoint Inter Actions
- 2007-2008 : secrétaire général du FC Nantes
- 2001-2006 : directeur de missions de la direction générale
- 1999-2001 : directeur général adjoint groupe Synergie
- 1992-1999 : directeur général du FC Nantes
- 1987-1992 : directeur études et consultant DG Conseil
- 1981-1986 : directeur et consultant PA Consulting Group
- 2008 : membre du comité directeur de l'Hermine Nantes Atlantique (basket-ball)